# Glenwood City, Wisconsin
Glenwood City là một thành phố thuộc quận St. Croix, tiểu bang Wisconsin, Hoa Kỳ. Năm 2000, dân số của thành phố này là 1183 người.